# Dimitri de Tver
Dmitri Mijáilovich de Tver, en ruso Дмитрий Михайлович Тверcкой, apodado Ojos Terribles fue primogénito de Miguel Yaroslávich y de Ana de Kashin, continuó la lucha iniciada por su padre contra Yuri de Moscú por el título de yarlyk, Gran Príncipe de Tver. El título era muy ambicionado ya que confería a su portador el rol de recaudador de tributos de Rusia, beneficio entregado en aquellos tiempos solamente a los Príncipes Rusos.
Las intrigas de Yuri de Moscú tuvieron como efecto la asignación del yarlyk a Moscú y la ejecución de su padre el año 1318. Dmitri y su hermano Alejandro combatieron a Yuri y conspiraron contra él. Lo que tuvo como consecuencia el asesinato de este último el año 1325, supuestamente bajo las órdenes de Dmitri, aunque no existen pruebas concretas de esto.
A los pocos meses Dmitri fue arrestado por la muerte de Yuri y condenado a muerte por Uzbeg Kan.